# Kevin Dunn
Kevin Dunn, född 26 februari 1956 i Chicago, Illinois, är en amerikansk skådespelare och komiker. Han har haft ett stort antal biroller i olika filmer och TV-serier.

## Biograf
Kevin Dunn är son till musikern och poeten John Dunn och Margaret, född East, som är sjuksköterska. Han är bror till skådespelerskan och komikern Nora Dunn.
Kevin Dunn avlade examen vid Illinois Wesleyan University 1977 och har varit aktiv som skådespelare sedan 1986.

## Filmografi (i urval)
- 1987 – Skål (TV-serie) (1 avsnitt)
- 1988 – Fem i familjen (TV-serie) (1 avsnitt)
- 1988–1989 – Lagens änglar (TV-serie) (2 avsnitt)
- 1988 – Mississippi brinner
- 1989 – 21 Jump Street (TV-serie) (1 avsnitt)
- 1990 – Dödsmärkt
- 1990 – Fåfängans fyrverkeri
- 1990 – Seinfeld (TV-serie) (1 avsnitt)
- 1991 – Hot Shots! Höjdarna!
- 1991 – Mammas gosse
- 1992 – 1492 - den stora upptäckten
- 1992 – Chaplin
- 1993 – Beethovens tvåa (okrediterad)
- 1993 – Dave
- 1995 – Nixon
- 1995 – På heder och samvete (TV-serie) (2 avsnitt)
- 1996 – Efterlyst
- 1997 – Drömbilden
- 1998 – Godzilla
- 1998–2000 – Godzilla: The Series (TV-serie) (röstroll, 20 avsnitt)
- 1998 – Små soldater
- 1998 – Snake Eyes
- 1999 – Batman Beyond (TV-serie) (röstroll, 1 avsnitt)
- 1999 – Stir of Echoes
- 2000 – Beach Boys: An American Family
- 2003 – Boston Public (TV-serie) (1 avsnitt)
- 2002 – Advokaterna (TV-serie) (1 avsnitt)
- 2002 – Boomtown (TV-serie) (1 avsnitt)
- 2004–2006 – Sjunde himlen (TV-serie) (TV-serie) (4 avsnitt)
- 2005 – I lagens namn (TV-serie) (1 avsnitt)
- 2006–2007 – Boston Legal (TV-serie) (2 avsnitt)
- 2006 – Den svarta dahlian (okrediterad)
- 2006 – Law & Order: Criminal Intent (TV-serie) (1 avsnitt)
- 2006 – The Closer (TV-serie) (1 avsnitt)
- 2006 – Värstingarna
- 2007 – Prison Break (TV-serie) (2 avsnitt)
- 2007 – Transformers
- 2008 – Vicky Cristina Barcelona
- 2009 – Transformers: De besegrades hämnd
- 2010–2011 – Scooby Doo! Mysteriegänget (TV-serie) (röstroll, 3 avsnitt)
- 2010 – Unstoppable
- 2011–2012 – Luck (TV-serie) (9 avsnitt)
- 2011 – Transformers: Dark of the Moon
- 2011 – Warrior
- 2012–2013 – Veep (TV-serie) (54 avsnitt)
- 2014 – True Detective (TV-serie) (5 avsnitt)
- 2015–2016 – Code Black (TV-serie) (9 avsnitt)
- 2016 – American Dad! (TV-serie) (röstroll, 1 avsnitt)
- 2019 – Suits (TV-serie) (1 avsnitt)
- 2010 – Mom (TV-serie) (1 avsnitt)
- 2023 – I lagens namn (TV-serie) (2 avsnitt)
- 2025 – Ballard (TV-serie)